# Ґото Тору
Ґото Тору (26 червня 1934) — японський плавець. Призер Олімпійських Ігор 1952 року.

## Біографія
Народився в селі Асакура, округ Асакура, префектура Фукуока (нині Ямада, місто Асакура).
Його батько, Хітоші Гото, служив старостою села і був людиною, яка сприяла розвитку плавання в цьому районі. Їх сім'я включала двох синів і чотирьох дочок (Нобу був другим сином), які були вправними плавцями (особливо старший син, Тацумі). , Мітіко, друга дочка, досягла високих результатів у національних змаганнях і, як кажуть, розглядалася як кандидат на Олімпіаду.) У 1940 році завдяки допомозі Хітосі, співпраці волонтерів і розумінню селян початкова школа Асакура в селі Асакура стала першою початковою школою в префектурі Фукуока, яка мала 25-метровий басейн. Нобу відвідував початкову школу Асакура. Він був знайомий з водою з дитинства, і розповідали такі історії, як те, що не було вчителя, який міг би плавати швидше, ніж Ґото, коли він був у першому класі початкової школи, і що він переплив пороги річки Чікуго в початкові класи початкової школи.
Коли він був учнем середньої школи Хірамацу села Асакура, він домінував на змаганнях з плавання префектури Фукуока. Він вступив до середньої школи префектури Фукуока Укіха (нині це середня школа префектури Фукуока Кюсінкан) і брав активну участь у національних і міжнародних турнірах.
На третьому курсі середньої школи (18 років) він брав участь в Олімпійських іграх 1952 року в Гельсінкі  і виграв срібну медаль в чоловічій естафеті на 800 метрів вільним стилем разом з Хіроші Судзукі, Йосіхіро Хамагуті та Тейдзіро Танікава (Гото був третім плавцем). . 4 місце на дистанції 100 м вільним стилем.
Після закінчення Школи промислової інженерії університету Ніхон він приєднався до Nishinippon Shimbun. Він працював спортивним репортером і став спортивним директором.
У 2015 році медалі Олімпіади в Гельсінкі були передані його альма-матер, середній школі Укіха Кюсінкан.